# 铜厂彝族乡
铜厂彝族乡是中华人民共和国云南省玉溪市易门县下辖的一个民族乡。

## 行政区划
铜厂彝族乡下辖以下村级行政区划单位：
铜厂村、里士村、芭蕉村、碧多村、米苴村、股水村、西山村、底尼村和沙衣村。